# Icons of Evil
Icons of Evil — шестой студийный альбом американской дэт-метал-группы Vital Remains, выпущенный 3 апреля 2007 года на лейбле Century Media.

## Отзывы критиков
Эдуардо Ривадавия из AllMusic назвал альбом лучшим в дискографии группы и описал его как «изнурительно брутальный, но тщательно собранный дэт-метал». Рецензент Blabbermouth пишет: «они взяли звук, который развивали на протяжении последних нескольких альбомов, и сумели найти ещё больше возможностей, чтобы расширить границы — быстрее, тяжелее, более витиевато».

## Список композиций
| №                   | Название                                        | Длительность |
| ------------------- | ----------------------------------------------- | ------------ |
| 1.                  | «Where Is Your God Now»                         | 1:54         |
| 2.                  | «Icons of Evil»                                 | 7:35         |
| 3.                  | «Scorned»                                       | 8:42         |
| 4.                  | «Born to Rape the World»                        | 8:11         |
| 5.                  | «Reborn… the Upheaval of Nihility»              | 7:43         |
| 6.                  | «Hammer Down the Nails»                         | 6:12         |
| 7.                  | «Shrapnel Embedded Flesh»                       | 6:48         |
| 8.                  | «’Til Death»                                    | 9:14         |
| 9.                  | «In Infamy»                                     | 6:17         |
| 10.                 | «Disciples of Hell» (кавер на Yngwie Malmsteen) | 4:54         |
| Общая длительность: | Общая длительность:                             | 67:19        |

## Участники записи
- Tony Lazaro — ритм-гитара, бас-гитара
- Dave Suzuki — соло-гитара, ударные
- Glen Benton — вокал